# Силиштеа (Рунку)
Силиштеа (рум. Siliștea) насеље је у Румунији у округу Дамбовица у општини Рунку. Oпштина се налази на надморској висини од 684 m.

## Становништво
Према подацима из 2002. године у насељу је живело 835 становника, од којих су сви румунске националности.